# Манлії (рід)
Манлії — патриціанській рід Стародавнього Риму. Походив з Тускулума. Поділялися на гілки Вульсонів, Капітолінів, Торкватів, Ацидінів, Цинциннатів. Представники Манліїв багато разів займали магістратури консулів, диктаторів, децемвірів.

## Найвідоміші Манлії
- Гней Манлій Цинціннат, консул 480 року до н. е., переможець етрусків.
- Авл Манлій Вульсон, консул 474 року до н. е., децемвір 451 року до н. е., учасник сенатської делегації до Греції для вивчення місцевих законів (451 рік до н. е.)
- Луцій Манлій Капітолін, військовий трибун з консульською владою 422 року до н. е.
- Марк Манлій Капітолін, консул 392 року до н. е., захисник прав плебеїв.
- Луцій Манлій Капітолін Імперіос, диктатор 363 року до н. е.
- Гней Манлій Капітолін Імперіос, консул 359 та 357 років до н. е.
- Тит Манлій Імперіос Торкват, консул 347, 344, 340 років до н. е., диктатор 343, 349, 320 років до н. е., стратив власного сина за порушення військової дисципліни.
- Луцій Манлій Вульсон Лонг, консул 256 та 250 років до н. е., учасник Першої Пунічної війни.
- Гней Манлій Вульсон, консул 189 року до н., переможець галатів у Малій Азії. У 187 році до н. е. отримав від сенату право на тріумф.
- Луцій Манлій Ацидін Фульвіан, консул 179 року до н. е.
- Авл Манлій Торкват, претор 70 року до н. е., легат у великій кампанії Гнея Помпея Великого проти піратів у 67 році до н. е.
- Луцій Манлій Торкват, консул 65 року до н. е.
- Гай Манлій Валент, консул 96 року н. е.
- Флавій Манлій, консул Одоакра.
- Аніцій Манлій Торкват Северін Боецій, видатний філософ, політичний діяч, сенатор, консул 510 року. Перший міністр з 522 до 524 року Остготського королівства (в Італії).